# Feriado (película)
Feriado es una película ecuatoriana dirigida por Diego Araujo y estrenada en 2014. Narra la historia de Juan Pablo, un chico que comienza a explorar la atracción que siente hacia un joven mecánico en la época de la crisis bancaria en Ecuador de 1999, conocida como el "feriado bancario".

## Sinopsis
Juan Pablo, un tímido joven de clase alta que pasa su tiempo libre escribiendo poesía y dibujando, viaja durante las vacaciones de Carnaval a casa de sus primos, hijos de un prepotente banquero envuelto en un escándalo de corrupción. Por casualidad su viaje coincide con la crisis bancaria de Ecuador de 1999. Pronto Juan Pablo es molestado por sus primos por su manera de ser, que ellos ven como poco masculina.
En el pueblo conoce a Juano, un joven mecánico que ama el heavy metal y que queda impresionado por la poesía de Juan Pablo. Ambos empiezan a explorar la amistad y luego la atracción que sienten el uno por el otro, todo en medio de la crisis que poco a poco se cernía sobre el país.

## Reparto
- Juan Manuel Arregui como Juan Pablo.
- Diego Andrés Paredes como Juano.
- Manuela Merchán como La Flaca.
- Canela Samaniego como Maribel.
- Irwin Ortiz como Jorgito.
- Francis Pérez Uscococivh como Michel.
- Pepe Alvear como El Pichi.
- Peky Andino como Tío Jorge.
- Elena Vargas como Ana.

## Estreno
Feriado se estrenó el 9 de febrero de 2014 en el Festival Internacional de Cine de Berlín, donde participó en la sección Generation, dedicada a películas sobre la juventud y la infancia. A la proyección asistió el embajador de Ecuador ante Alemania, Jorge Jurado, quien aseveró que el filme "toca con absoluta sinceridad y precisión muchos tópicos que aún no son bien vistos, como la homosexualidad o el 'feriado bancario', la mayor crisis económica del país que provocó la migración de dos millones de personas; por eso, debemos seguir recordándolo".
La película tuvo su estreno en Ecuador el 1 de mayo de 2014. Sin embargo, se generó controversia cuando la Oficina de Espectáculos Públicos del municipio de Quito calificó Feriado como película para mayores de 18 años. Ante el rechazo por parte de los desarrolladores, el entonces alcalde de Quito, Augusto Barrera, conformó una nueva comisión técnica que cambió la clasificación del filme a mayores de 15 años.
El filme fue reestrenado un año después en las ciudades de Quito, Guayaquil, Loja e Ibarra.

## Recepción crítica
Feriado recibió críticas mixtas luego de su estreno en Berlín. Jay Weissberg, de la revista Variety, alabó el final y definió la película como "una gentil y atractiva historia sobre salir del armario con modesta ambición y nada de pretensión", aunque la declaró poco original. Boyd van Hoeij, de The Hollywood Reporter, también halló paralelos entre Feriado y otras películas pasadas con temáticas similares, así mismo encontró a los personajes principales como poco desarrollados.
En Ecuador la crítica fue más positiva. La columnista y escritora Lucrecia Maldonado, de El Telégrafo, elogió el filme y lo definió como "una profunda reflexión sobre las diversas maneras de ser hombre en nuestro tiempo y en nuestro espacio". La crítica del diario El Comercio calificó las actuaciones como "equilibradas" y alabó el filme por trascender de la temática LGBT para ahondar en el autodescubrimiento y la aceptación. Daniela Merino, de Revista Diners, aplaudió la cinematografía, la banda sonora y las actuaciones, particularmente la de Juan Manuel Arregui, de quien dijo que "nos conquista con su inocencia y su vulnerabilidad".